# 407 أراكني
أراكني هو الكويكب رقم 407 الذي تم اكتشافه من قبل عالم الفلك ماكس ولف من مرصد هايدلبرغ وكان ذلك في 13 أكتوبر من عام 1895 في ألمانيا.